# Кара-Тобе
Кара́-Тобе́ (крим. Qara Töbe) (IV ст. до н. е. — І ст. н. е.) — давнє греко-скіфське городище, що розташоване в північно-західній частині Криму, за 7 кілометрів на захід від міста Саки.

## Назва і відкриття
Назву давнього городища Кара-Тобе дав однойменний топонім — пагорб Кара-Тобе (також Кара-Тепе або Кара-Тепе-Оба), в підніжжі якого і розташовувалися поселенці. В перекладі з тюркської «кара-тобе» означає «чорний пагорб» і саме за такою назвою він дійшов до сучасників.
Чимало дослідників старожитностей вирушали в експедиції до Криму, але це були зазвичай відомі археологічні центри. А про Кара-Тобе відомо було небагато і тільки історики старовини допускали античну історію пагорба (які припускали це, керуючись давніми манускриптами та усними переказами місцевих старожилів підтвердежими знахідками дрібних артефактів на їх городах).
Поштовхом для розкриття таємниці «чорного пагорба» стала робота невеличкої цегельні неподалік. В 30-х роках XX століття почали активно освоювати узбережжя Сак. Тому нагально постала проблема з будівельними матеріалами, а неподалік було чимале глиняне родовище (в межах пагорба Кара-Тобе - дуже якісна глина придатна для випалу цегли). Коли відкрили невеличку цегельню, то почали брати глинозем для випалу цегли, і коли дібралися до пагорба Кара-Тобе, то робітникам почали потрапляти до рук різні історичні знахідки. Про археологічні артефакти тепер уже знали всі й інформацію подали до навчально-культурних установ, а чиновники прохали провести відповідні дослідження.
Зіставивши історичні факти та інформацію про археологічні знахідки, російський археолог Павло Миколайович Шульц вирішив провести під Саками на «чорному пагорбі» дослідження, і в 1934 році тут відбулися перші розкопки. Експедиція виявилася результативною: історик привідкрив нову сторінку історії Криму, а матеріали-артефакти передав до Євпаторії (знаходяться в Євпаторійському краєзнавчому музеї). Але надалі дослідження були законсервовані.
І лише наприкінці століття, доля випадку, і про античне городище знову заговорили: влітку 1982 року «… при реконструкції узбіччя шосе Сімферополь — Євпаторія зачеплений південний схил городища (ширина 1 м, довжина 140 м). Помітні виходи культурного шару, що потрапили в зріз ями». Наступного року, влітку, місцеві краєзнавці та історики запросили для консультації фахівця-археолога з Інституту археології АН СРСР — Сергія Юрійовича Внукова (тоді ще наукового співробітника АН СРСР). З тих часів, почалися детальні дослідження «чорного пагорбу» і, завдяки старанням Сергія Внукова (уже доктора історичних наук і очольника Кара-Тобінского загону Кримської археологічної експедиції Інституту археології РАН), було відкрито чимало історичних артефактів, постав однойменний музей, утворено міжнародний експериментальний археологічно-педагогічний центр.

## Історія
Історія городища Кара-Тобе, відповідно до археологічних досліджень та історичних фактів, поділяється на чотири періоди і вкладається в межах п'яти століть (починаючи IV століттям до нашої ери й закінчуючи I століттям нашої ери).

### Зародження поселення-городища (IV—IIIст. до н.е.)
Згідно з археологічним нашаруванням, вчені археологи та історики вважають, що перше поселення на пагорбі Кара-Тобе виникло приблизно в IV столітті до н. е., і саме в цей час вся прибережна смуга Північно-Західного Криму з містом Керкинітидою були доєднані до Херсонеської держави. Попавши під опіку потужного мегаполіса можна було не боятися тривалих набігів кочовиків та спустошення цих земель, з тих часів і розпочався бурхливий розвиток цих місць. Численні поселенці вибирали собі наділи, найродючіші землі були розмежовані і почалося їх активне сільськогосподарське освоєння, херсонесці будують десятки нових поселень. Зазвичай це були сільськогосподарські садиби, укріплені поселення, їхні мешканці займалися хліборобством і прибудинкових скотарством. Відтак, головним багатством цієї землі був хліб, який продавали в Херсонес, а вже звідти його переправляли в інші грецькі центри, завдяки цьому, наприкінці IV—III століття до нашої ери Північно-Західний Крим став житницею Херсонеської держави.
Суттєвих археологічних артефактів та залишків споруд ранньо-грецького поселення на городищі практично не збереглося. Оскільки західні околиці Сак бідні каменем, необхідним для будівництв, в давнину поселенці намагалися занедбані будівлі розбирати на камінь, з якого зводилися нові споруди. Тому лише за нашаруваннями культурних шарів вчені стверджують про ймовірність зародження поселення під «чорним пагорбом».

### Ранньоскіфське панування та часи Мітрідата (III—IIст. до н.е.)
Наприкінці 1 тисячоліття до нашої ери на території сучасного Криму поруч з греками-поселенцями жили й інші народи (зазвичай кочовики). Найпоширенішим племенем були скіфи, які вели кочовий спосіб життя. Вони захопили великі території і там розселилися. За свою тисячолітню історію скіфи пройшли різні етапи розвитку і, наприкінці тисячоліття, чимало скіфів перейшло на осілий спосіб життя (чи то внаслідок захоплення родючих і багатих на дичину країв, чи то перейнявши частину звичаїв та устоїв від своїх сусідів). Відтак у III столітті до н. е. на території півострова сформувалася пізньоскіфська держава — Кримська Скіфія, зі столицею в Неаполі Скіфським (лежала в межах сучасного міста Сімферополь). Щоб утвердитися на півострові, скіфи будували фортеці та укріплення і, зміцнівшись, почали воювати з Херсонесом за землі Північно-Західного Криму. Адже ці землі давали головний і прибутковий, в ті часи, продукт — зерно.
Після кількох баталій та набігів, у першій половині II ст. до н. е. скіфи підкорили Північ і Захід півострова (до 110 р. до н. е. скіфи захопили всі володіння Херсонеса: Керкинітиду, Калос-Лімен, садиби на березі Чорного моря, а також почали облогу самого міста). Захопивши родючі ґрунти і садибу біля підніжжя Кара-Тобе, вони заселили її і тут заснувалося скіфське селище, яке мало ще й важливе стратегічне положення. Тут, між озерами Сакським і Сасик, була розвилка стародавніх шляхів. Одна з цих доріг пролягала вздовж західного узбережжя від Керкинітиди до Неаполя Скіфського, а другий шлях — повертав на південь і лежав уздовж узбережжя до Херсонесу. Саме ж городище займало найвищу точку округи, підносячись над берегами і шляхами довкола озер, це давало можливість контролювати ще й морські шляхи — повністю проглядалася вся Каламітська затока.
Ранньоскіфське поселення проіснувало близько 70 років. Не устигнувши його укріпити, скіфи втратили його (і від поселення мало що залишилося, адже камінь використали його наступні господарі). Оскільки втрата родючих земель та колоній не влаштовувала грецький Херсонес, то він шукав союзників у своїй боротьбі зі скіфами.

### Повернення греків та часи Мітридата (II—Iст. до н.е.)
Черговим набігом скіфам вдалося взяти в облогу Херсонес, і містяни звернулися по допомогу до Понтійського царства, а саме до царя Мітридата VI Евпатора. Понтійці перебували на протилежному березі Чорного моря, на місці сучасної Туреччини, вважалися найбільшою державою пост-античного світу, змагаючись у впливі з самим Римом.
Молодий 22-річний цар посилав на допомогу обложеному Херсонесу свої найкращі війська під командуванням великого полководця античності Діофанта. Про це вдячні городяни поставили пам'ятник у своєму місті, адже полководець тричі рятував Херсонес від скіфів. Знак подяки був з бронзи, а поруч зобразили Діофанта на повен зріст. У почесному декреті перелічили також його добрі вчинки й подвиги на благо Херсонеса. В XIX столітті археологи знайшли кам'яну плиту, на якій був текст декрета. З написаного на цій плиті стало зрозуміло, що Діофант з Херсонеса переправився на другий бік затоки, де на нього було вчинено напад скіфів на чолі зі скіфським царем Палаком. Відбулась битва, в якій переміг Діофант (і це була не його остання перемога над скіфами). На місці звитяги ним було закладено фортецю, яку було названо на честь царя Мітридата VI Евпатора Евпаторій або по-грецьки Евпаторіон. Також цю твердиню згадували у своїх працях давньогрецькі географи Птолемей і Страбон. Ймовірно, в укріпленні перебував греко-понтійський гарнізон, який забезпечував контроль на дорогах.
З закладенням саме фортеці Евпаторій пов'язані дві унікальні знахідки в розкопаному городищі. Перша з них є фрагментом кам'яної стелі з переможним написом, який спорудив загін понтійських військ на чолі з Арістоніком після його перемоги над скіфами. Друга знахідка є подячна присвята богам, яку спорудили моряки Херсонеса на чолі з Теонтімом, ймовірно, після вдалого перебазування понтійського гарнізону з Херсонеса до фортеці. Допоки вона була під владою греків там був розквартирований їхній гарнізон.

### Перше скіфське городище (середина— друга половина Iст. до н.е.)
Поверненню скіфів до Кара-Тобе передувало велике загострення військового конфлікту понтійців зі скіфами, внаслідок якого, в 63 році до нашої ери, цар Мітридат загинув, будучи обложеним у своєму палаці в Пантікапеї. Втрата командувача знекровила греко-понтійське військо. Щоб уберегти міста-колонії на південному узбережжі, війська виводились з Північно-Західного Криму, а за ними переміщалось до мегаполісів і мирне населення. Тому з середини I століття до нашої ери скіфи знову підпорядковують більшу частину Криму (окрім частини узбережжя з містами-мегаполісами), і Кара-Тобе в тому числі. На місці занедбаної понтійської фортеці скіфи відновлювали своє городище.

### Розквіт скіфського городища (кінець Iст. до н.е.— перша чверть Iст.н.е.)
Городище Кара-Тобе досягло максимального розквіту в період кінця I ст. до н. е. — початку I ст. н. е. Розселившись на площі до двох гектарів, скіфи розвивали свої господарства та ремесла. Уже вирізнялася центральна частина міста (з невеличким укріпленням), а до неї примикало неукріплене «поселення».
Часи розквіту городища несподівано закінчились близько 20 року н. е. Городище зруйноване внаслідок набігу військ боспорського царя Аспурга (підтвердження несподіваності стали археологічні знахідки в нашаруваннях попелу й руйнувань знайдено багато розбитого посуду, велика кількість побутових предметів, а також наконечники стріл, списів і дротиків).
Зруйнувавши пограничні поселення скіфів, понтійці не мали наміру і людських ресурсів, аби заселити ці місцини. Тож, скіфи-поселенці знову повернулися до свого городища і ще кілька десятиліть розвивали його, але повернення до часів розквіту вже не було — нові виклики часу їх чекали.

### Городище в часи скіфо-римських зіткнень (друга— початок третьої чверті I ст н.е.)
У третій чверті I століття нашої ери поновились скіфо-херсонеські зіткнення. Як і 170 років тому, скіфи знову розорили найближчу округу Херсонеса і обложили місто. Херсонесити знову змушені були просити допомоги, цього разу у найпотужнішою сили в Причорномор'ї — у Римській імперії. Правитель найближчої римської провінції Мезія Тиберій Плавцій Сільван Еліан з військами висадився в Криму і звільнив Херсонес від облоги. Жителі Кара-Тобе не ризикнули протистояти регулярній римської армії і залишили селище без бою. Римляни зайняли пусте поселення, але довго вони тут не затрималися. Рим ще не був готовий до проведення довготривалої активної політики в Тавриці.

### Занепад городища-поселення (остання третина Iст.н.е.)
Наприкінці I століття н. е., після відходу римського гарнізону (який тут певний час розміщався), частина скіфів-поселенців повернулася. Вони зайняли невелику площу на вершині пагорба, поселившись в кількох будівлях, недбало складених з розбитих каменів і сирцевих цеглин. Скіфи перебували тут до початку II століття нашої ери, та життя на городищі поволі затухало (через занепад грецьких колоній та торгівлі поміж скіфами й греками). Коли ж скіфське царство ослабло і володарі Неаполя Скіфського вже не мали великого впливу на околиці, в яких правили інші скіфські династії, все важче стало обороняти невеличкі поселення, тож скіфи Кара-Тобе взагалі полишили цю територію (додатковою причиною була ще й зростаюча небезпека набігів кочівників-сарматів).

## Археологічні особливості
Вперше греко-скіфське городище Кара-Тобе відкрили на початку XIX століття, відомий археолог Шульц Павло Миколайович провів археологічні дослідження на пагорбі в 1934 році. Але активно воно досліджується впродовж 50 років, з 1983 року на цій місцині щорічно проводить розкопки окремий загін Об'єднаної Кримської археологічної експедиції Московського Державного Університету ім. М. В. Ломоносова та Інституту археології Російської Академії Наук. Його нашарування добре стратифіковані і надійно датовані.
Пізньоскіфське поселення утворилось приблизно в середині I століття до нашої на руїнах грекопонтійської фортеці (часи Мітрідата). Поселення декілька разів зазнавало руйнування а тому й перебудовувалось кілька разів.
Скіфський період городища поділяється на 3 часові проміжки (орієнтовно 25-35 років), які відповідають 3 горизонтам нашарувань:
- період II — після 63 року до нашої ери — 20-ті роки нашої ери;
- період III — 20-ті роки нашої ери — 65 рік нашої ери;
- період IV — остання третина I століття нашої ери.

Скіфи покинули поселення наприкінці I століття нашої ери, але у верхніх шарах час від часу зустрічаються поодинокі знахідки наступних народностей Криму.

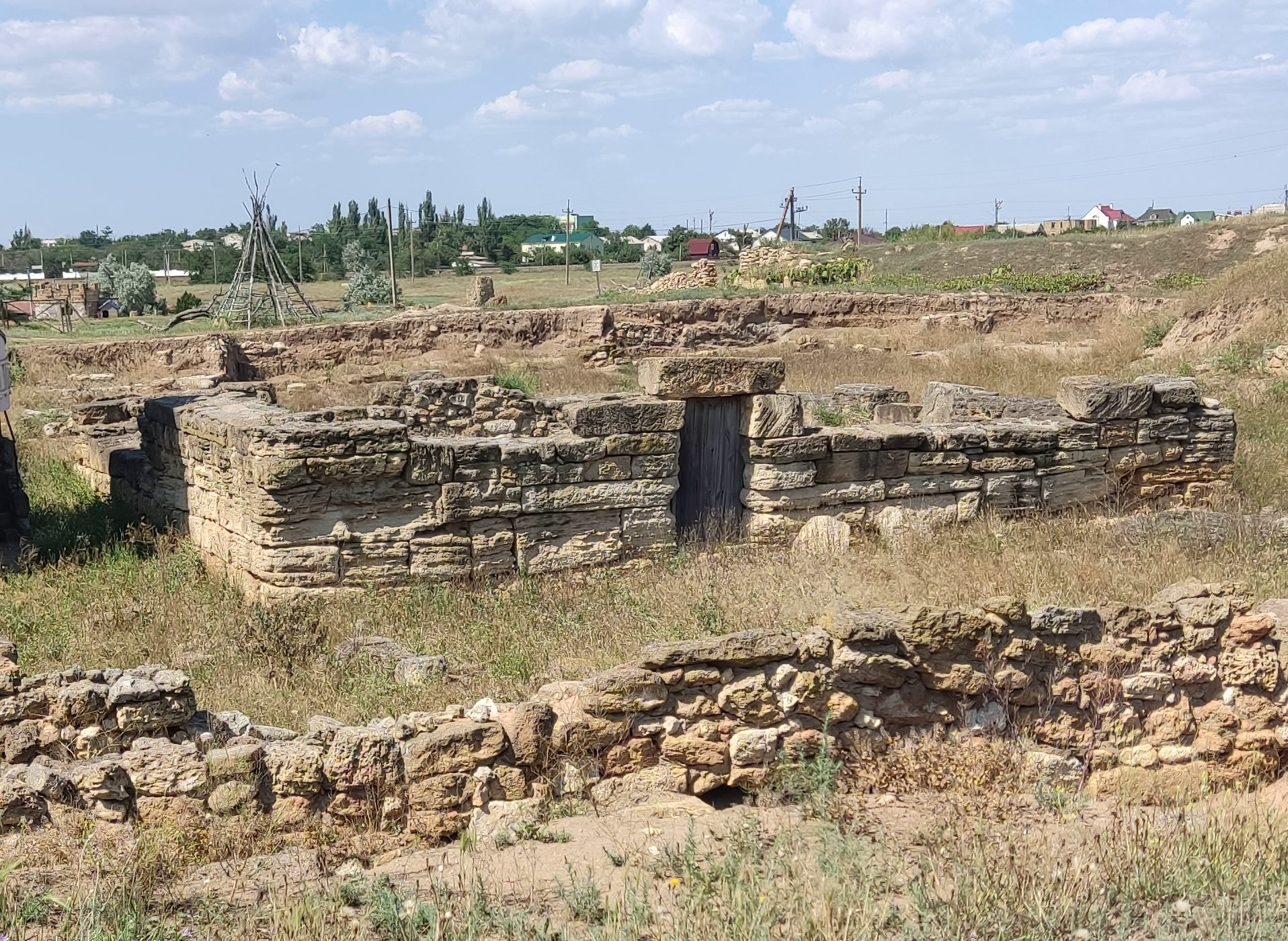
Вхід до вежи

Розкопки і дослідження на території городища проводилися невеличкою групою вчених-дослідників та їхніми студентами-практикантами і волонтерами з різних міст України та Росії, які й відкрили більшість археологічних артефактів. За їхніми припущеннями їм вдалося вивчити лише десяту частину від загальної площі Кара-Тобе. Наразі, археологи розкопали центральну фортечну вежу-донжон й кілька приміщень, поруч вежі та залишки східної оборонної стіни городища, скіфське капище-поховання. Поруч з залишками споруд було віднайдено чимало археологічних артефактів (посуду, знарядь праці, монети та прикраси тих давніх часів).
Знакові археологічні знахідки:
- Залишки фортеці Евпаторіон — внаслідок розкопок останній років на Кара-Тобе було виявлено укріплення, облаштоване наприкінці II століття до нашої ери. Під час його зведення були повністю розібрані ранніші споруди. Мабуть, навколо всього поселення й побудували кам'яний оборонний мур. Саме він був межею квадратної ділянки зі сторонами близько 100×100 м, по кутах якого, ймовірно, стояли вежі.

- Скарб римських монет та озброєння — скарб срібних римських монет, знайдений ще в 1956 році на пересипу і належав одному з воїнів-легіонерів. Внаслідок набігу понтійців і наступної сильної пожежі приблизно в 20 році нашої ери городище було зруйноване. В шарах руйнування, крім домашнього начиння було знайдено кілька десятків залізних наконечників стріл, наконечник дротика і два наконечника списів.

- Скіфський некрополь — 200 метрів на північ від городища Кара-Тобе було відкрито скіфський некрополь. Всі поховання у ньому належать до часів розквіту скіфського поселення. Також часто разом з покійним у гробницю клали світильники, культові курильниці. Жіночі поховання супроводжувались різними прикрасами: намиста, бронзові кільця, сережки, ручні браслети, застібки-фібули.

## Сучасний стан
На початку XXI століття науковці і краєзнавці Криму і України на місці розкопок стародавнього городища Кара-Тобе створили музей старожитностей Північно-Західного Криму. Експозиція музею розташовується в приміщеннях відновленого берегового укріплення, яке використовувалося як довготривала вогнева точка на береговій лінії моряками Чорноморського флоту. Колишній військовий об'єкт використовується суто в мирних цілях, задля вивчення історії півострова і проведення різних наукових конференцій.
Основою виставки є предмети (знаряддя праці, домашнє начиння, різні прикраси), виявлені під час розкопок городища. На другому поверсі будівлі є оглядовий майданчик, з якого проглядаються Каламітську затоку та обриси Чатир-Дага.
Для наочності експозиції і задля заповнення прогалин втрачених артефактів, вчені зпорудили неподалік від фортеці точну копію скіфського житла, планують відновтити давньогрецьку садибу, а в зернових ямах, в яких жителі городища зберігали зібраний ними урожай, знову можна буде зберігати зерно.